# Arkadelphia (Arkansas)
Arkadelphia − miasto w położone w południowo-wschodniej części Stanów Zjednoczonych, w stanie Arkansas, siedziba administracyjna hrabstwa Clark.

## Krótki opis
Przez Arkadelphię przebiega autostrada międzystanowa nr 30. Siedziba Ouachita Baptist University i Henderson State University.

## Demografia
W 2011 roku populacja miasta wynosiła 10 658 mieszkańców. W 2023 roku liczba mieszkańców spadła do 10 255 osób, a gęstość zaludnienia do 551,6 osoby/km².